# Tipula (Beringotipula) unca unca
Tipula (Beringotipula) unca unca is een ondersoort van de tweevleugelige Tipula (Beringotipula) unca uit de familie langpootmuggen (Tipulidae). De ondersoort komt voor in het Palearctisch gebied.